# Comunitats de valls del Trentino

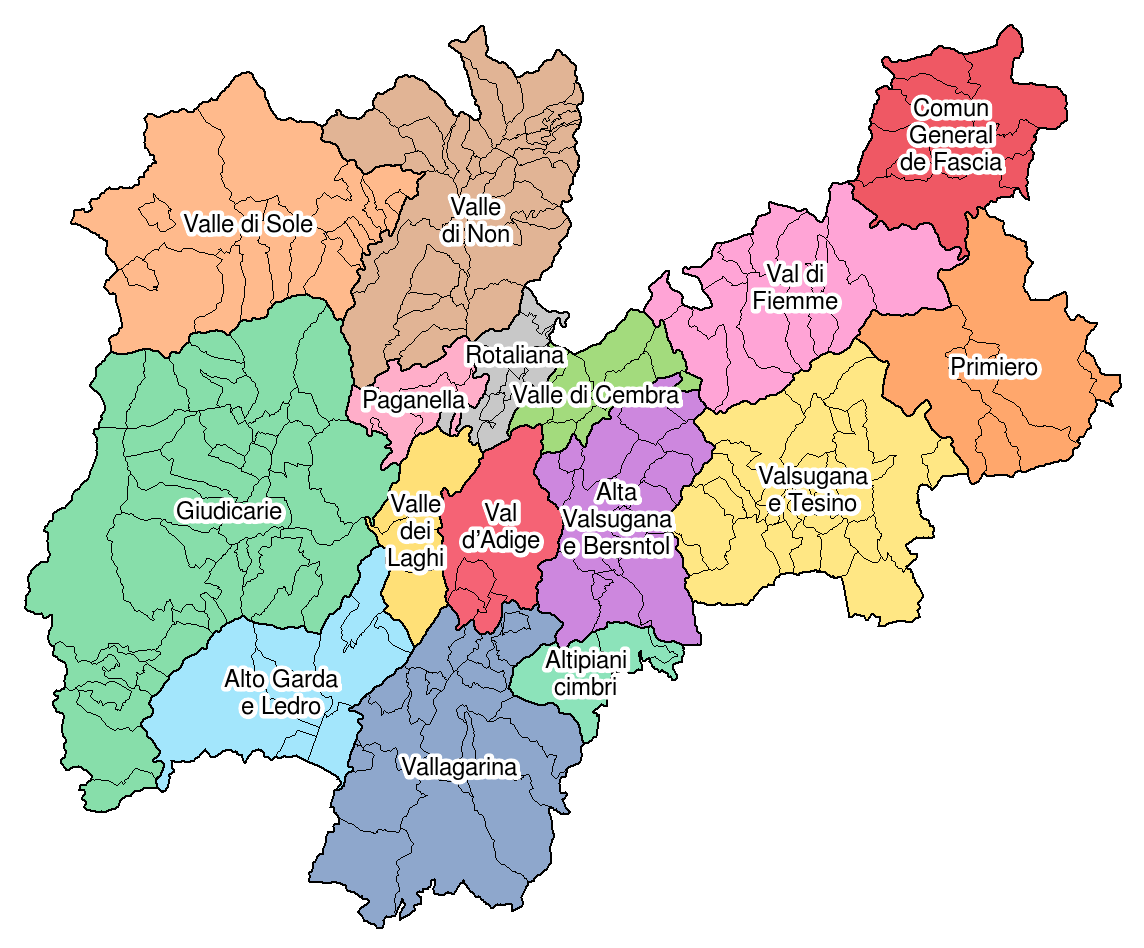
Les comunitats de valls de la Província autònoma del Trentino.

Les comunitats de Vall (en italià Comunità di valle) són les entitats territorials locals de la província autònoma de Trento. A nivell territorial constitueixen el grau intermedi entre els municipis i la província autònoma.
Aquestes comunitats de valls es varen establir per la llei provincial n. 3 de 16 de juny de 2006 i les formen els municipis compresos en cada territori a través d'una estructura associativa amb l'objectiu de que cada vall obtingui la capacitat de proveir als seus ciutadans dels serveis de l'administració.
Cadascuna de les comunitats compta amb un estatut pel qual es regeix a banda de la llei fundacional. En total la Província de Trento compta amb 14 Comunitats de vall, el Territori de la vall d'Adigge i el Comun General de Fassa. Aquest últim degut a les característiques lingüístiques pròpies que presenta, on el ladí és idioma reconegut, manté un tracte diferent respecte les altres valls.

## Història
La província autònoma de Trento va aprovar una llei provincial el 1964 on preveia la creació d'òrgans supramunicipals o districtes dins la Provincia. El 1967 s'aprova la primera delimitació formada per 10 districtes que passarien a ser 11 amb la separació del districte ladí de Fassa de la vall de Fiemme el 1977.

Aquestes comunitats tenien com a objectius principals lluitar contra l'aïllament de les comunitats perifèriques i la desaparició dels pobles més petits a més de millorar el desenvolupament del territori. Els districtes havien de fer front a la dualitat present en el territori on les valls properes al Riu Adige presentaven majors nivells de desnevolupament que la resta. Durant els anys 80 els districtes també varen acabar desenvolupant competències sanitàries i sociosanitàries així com serveis d'educació, profilaxi i veterinària en la població. 

La subdivisió territorial dels antics districtes.

### L'intent d'introduir l'elecció directa
El 1982 s'aprova una llei per introduir l'elecció directa per sufragi universal de l'assemblea dels districtes. La composició s'esperava que oscil·laria entre 20 i 80 membres segons la població del districte, elegits de manera proporcional i amb una durada de 5 anys. Aquesta elecció havia de produir-se durant el 1983 però va ser suspesa fins a dues vegades.
.El 1988 el Tribunal Constitucional italià va declarar la il·legitimitat constitucional de la llei que establia les eleccions directes, citant en particular la il·legitimitat d'una elecció directa d'òrgans territorials diferents dels continguts a l'article 114 de la Constitució italiana .

### Creació de les Comunitats de vall
L'any 2000 s'aprova una llei Provincial on es pretén reorganitzar la Provincia en les Comunitats de valls ja que per alguns ciutadans eren figures inútils i per d'altres havien assolit objectius però presentaven limitacions.
Així doncs el 2006 s'aprova una llei on els districtes queden substituïts per  15 Comunitats de vall amb una major autonomia que els desapareguts districtes.
Les Comunitats exerceixen competències que durant l'existència dels districtes pertanyien a la província, com ara polítiques d'habitatge, polítiques socials i de benestar, plans de paisatge i urbanisme.
La identificació del territori dels 15 nous ens locals va seguir el principi de continuïtat amb els límits dels districtes anteriors amb algunes excepcions. Es varen crear nous ens locals: la Magnífica Comunitat dels Altiplans cimbries, la Comunitat de la Valle di Cembra, la Comunitat della Valle dei Laghi, la Comunitat Rotaliana-Königsberg i la Comunitat de Paganella  .
Les comunitats de vall varen anar progressivament substituint els anteriors districtes a través de decrets del president de la Província. Aquest període es va allargar des del 2009 fins al 2011.
Inicialment, les assemblees comunitàries eren elegides indirectament per tots els membres dels consells municipals i de districte i el president de la comunitat era elegit per l'assemblea. Tanmateix, l'any 2009 es va aprovar una modificació de la llei que va introduir l'elecció directa d'alguns dels òrgans comunitaris. De fet, estava previst que a partir d'octubre de 2010 el president i 3/5 de l'assemblea fossin elegits per la població de cada territori, per sufragi universal mentre que la resta havien de ser elegits pels ajuntaments.

### Municipi General de Fassa
A partir de les disposicions contingudes en la llei aprovada el 2006,  el Municipi General de Fassa va assumir particularitats normatives i, de fet, l'organisme està regulat principalment per un estatut propi regit per una Llei provincial  aprovada el 2010 i només residualment de la resta de normativa sobre Comunitats de vall.
A diferència de les altres comunitats de vall, el Municipi General de Fassa ha mantingut un sistema d'elecció directa parcial dels seus representants cada 5 anys. Amb les modificacions de l'estatut especial de Trentino-Alto Adige de la llei constitucional de 4 de desembre de 2017, el Municipi General de Fassa ha estat reconegut com un òrgan fonamental per a la valorització de la minoria lingüística ladina  i ha adquirit competències de valorització i reconeixement de tal comunitat.

### El referèndum abrogatiu
Algunes forces polítiques liderades per la Lliga Nord varen pressionar per tal d'abolir aquest sistema a través d'una recollida de signatures per proposar un referèndum abrogatiu. Aquesta consulta es va acabar celebrant el 2012, on dels 413.314 ciutadans cridats a les urnes en varen votar el 27,38% i guanyant el si a l'abolició pel 93,56% dels vots. Malgrat la victòria el referèndum no va assolir el quorum del 50% fet que va inhabilitar els resultats.

## Les comunitats de vall
El territori provincial està dividit en 14 comunitats de vall i el Municipi General de Fassa. Els municipis pertanyents al Territori de la Val d'Adige (Trento, Cimone, Aldeno i Garniga Terme) no formen part de cap comunitat sinó que exerceixen les seves funcions de manera associada mitjançant un conveni. Cada comunitat és regida per un president i un Consell de Batlles que en son els dos órgans més importants.
- Comunità territoriale della Val di Fiemme
- Comunità di Primiero
- Comunità Valsugana e Tesino
- Comunità Alta Valsugana e Bersntol
- Comunità de la Valle di Cembra
- Comunità de la Val di Non
- Comunità della Valle di Sole
- Comunità delle Giudicarie
- Comunità Alto Garda e Ledro
- Comunità della Vallagarina
- Magnifica comunità degli Altipiani Cimbri
- Comunità Rotaliana-Königsberg
- Comunità della Paganella
- Comunità della Valle dei Laghi
- Municipi General de Fassa
- Territorio della Val d'Adige